# Parachelifer scabriculus
Parachelifer scabriculus är en spindeldjursart som först beskrevs av Simon 1878.  Parachelifer scabriculus ingår i släktet Parachelifer och familjen tvåögonklokrypare. Inga underarter finns listade i Catalogue of Life.